# Hermannsturm (Georgsmarienhütte)

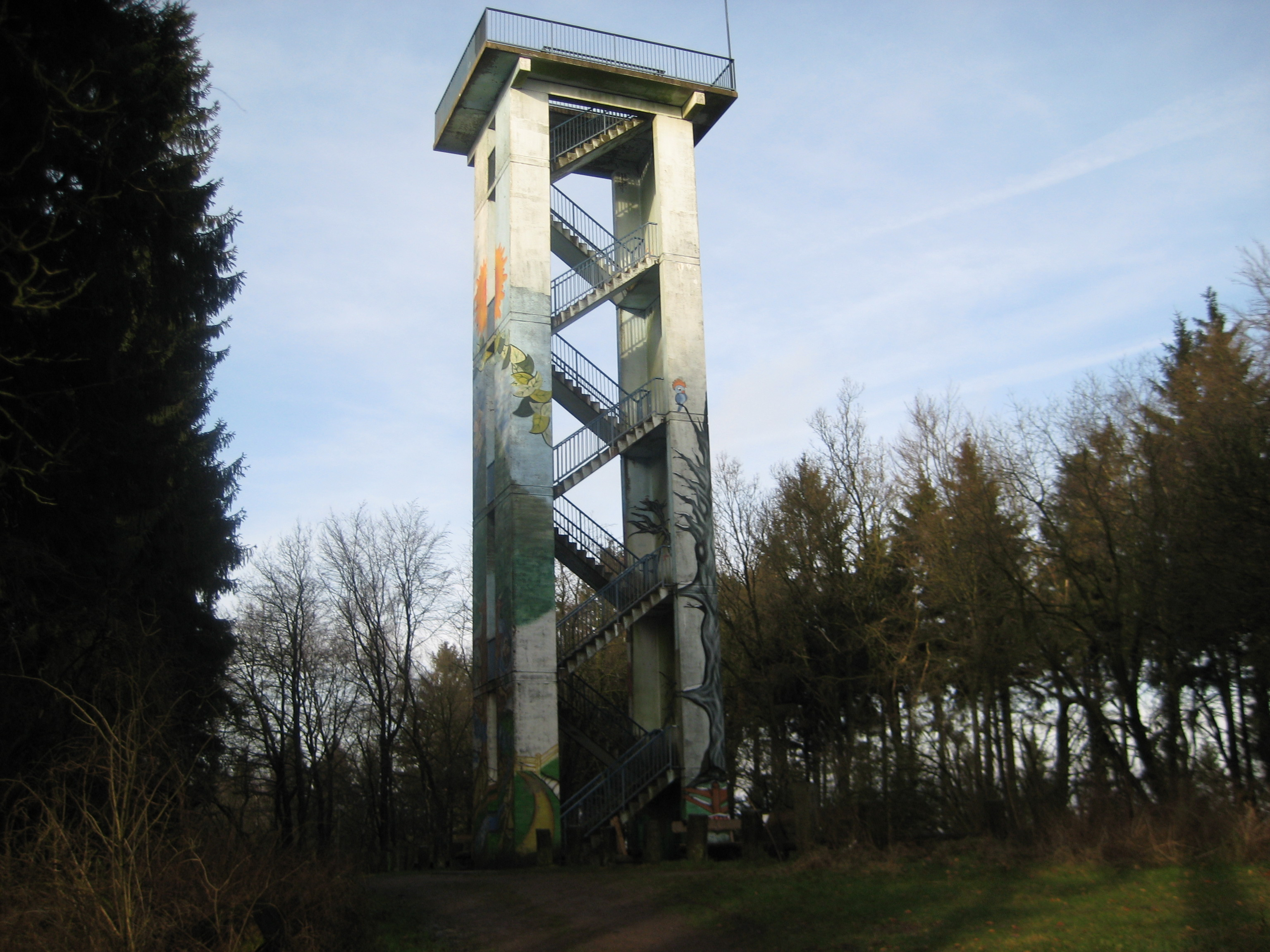
Der Hermannsturm

Der Hermannsturm ist ein 21 m hoher als Stahlbetonkonstruktion errichteter Aussichtsturm auf dem Dörenberg in Georgsmarienhütte.

## Beschreibung
Die Aussichtsplattform in einer Höhe von 352 Meter über NN erlaubt einen Blick in Richtung Südosten über den Teutoburger Wald, nach Süden auf Bad Iburg und weiter ins Münsterland sowie nach Norden zum Wiehengebirge.
Auf dem nordwestlich benachbarten Lammersbrink steht der zum Hermannsturm baugleiche Varusturm. Beide Aussichtstürme sind durch einen Wanderweg, den Kammweg, verbunden.

## Geschichte
Gebaut wurde der Aussichtsturm im Jahr 1975 von der damaligen Firma Möller im Auftrag der Stadt Georgsmarienhütte. Der neue Turm ersetzte den an derselben Stelle 1898 errichteten 12 Meter hohen „eisernen Hermann“. Benannt wurde der Hermannsturm nach dem germanischen Heerführer Arminius (Hermann), der im Jahre 9 nach Chr. in der Schlacht am Teutoburger Wald seine Truppen gegen die des römischen Feldherrn Publius Quinctilius Varus zum Sieg führte.
Der Aussichtsturm wurde, genau wie sein Zwillingsturm, am 4. Oktober 2016 gesperrt, da die beiden Türme bei einer Routinekontrolle als baufällig eingestuft wurden. Seit Juni 2021 ist er wieder geöffnet; 2023 wurde sein Gerüst bunt gestaltet.